# Petrus Hofstede de Groot
Petrus Hofstede de Groot (Leer, 8 oktober 1802 – Groningen, 5 december 1886) was een Nederlandse theoloog.

## Levensloop

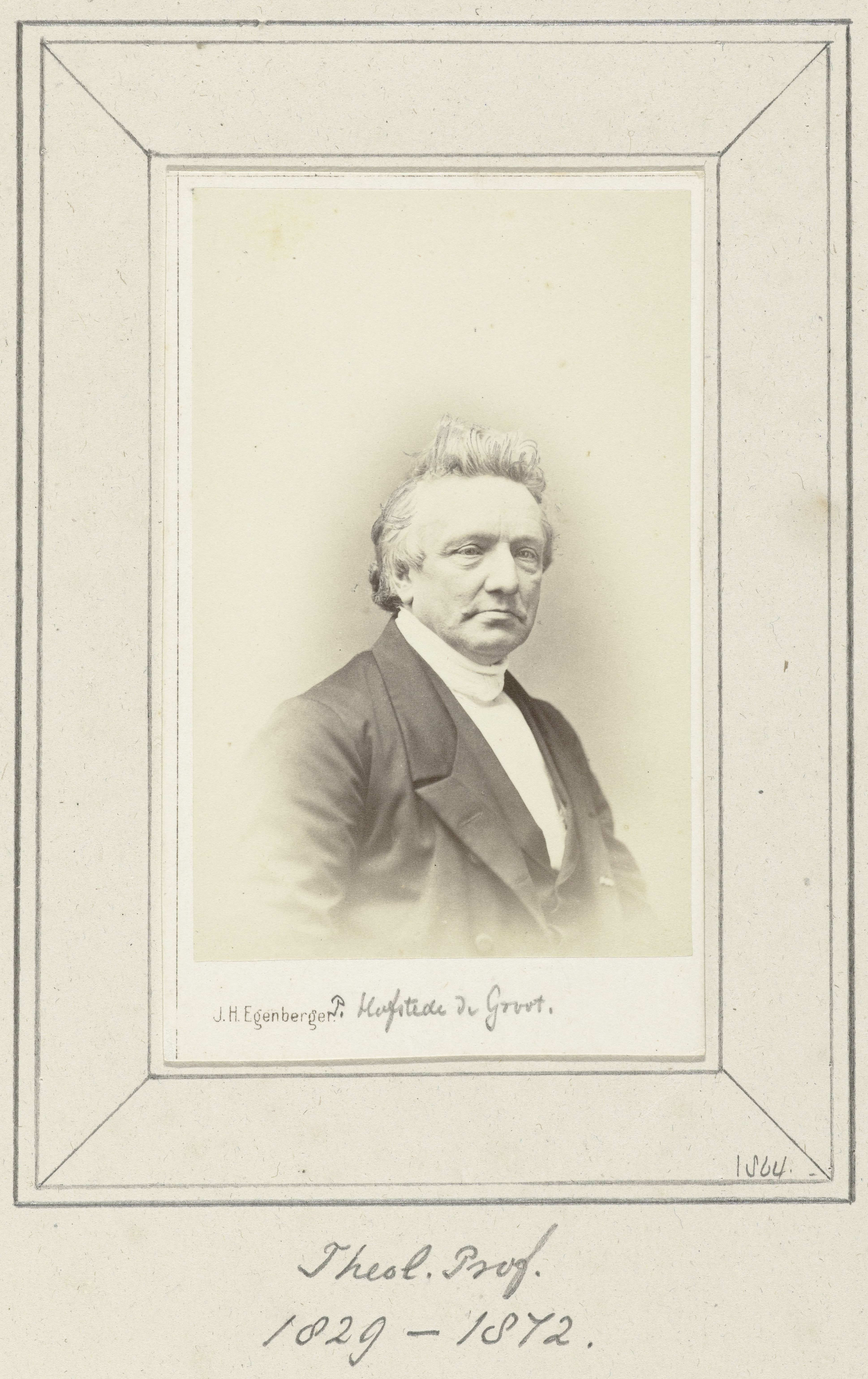
Petrus Hofstede de Groot

Hofstede de Groot werd geboren te Oost-Friesland. Zijn ouders waren Cornelius Petrus de Groot en Anna Gertruida Hofstede. Petrus was de eerste die de familienaam Hofstede de Groot voerde. Zijn Oranjegezinde ouders waren naar Leer vertrokken bij de start van de Bataafse Republiek. In 1813 kwamen zij weer terug in Groningen. Na zijn opleiding aan het gymnasium schreef hij zich in 1819 in aan de Rijksuniversiteit Groningen, waar hij drie jaar letteren studeerde. Daarna schakelde hij over op de studie theologie. Eind 1826 promoveerde hij met Disputatio Clemente Alexandrina, philosopho Christiano. 
Op 10 december 1826 deed hij intrede als predikant in Hervormde gemeente te Ulrum. Tijdens zijn predikantschap in Ulrum trouwde hij met Gertruida Agneta van Herwerden (1809-1859), een zus van zijn vriend C.H. van Herwerden. Zijn opvolger in Ulrum was Hendrik de Cock, een van de leidende figuren van de kerkelijke afscheidingsbeweging, de Afscheiding. Op 6 mei 1829 werd hij hoogleraar aan de universiteit te Groningen, waar hij op 8 oktober 1872 afscheid nam. In 1847 werd hij benoemd tot Ridder in de Orde van de Nederlandse Leeuw. 
Hofstede de Groot is naast zijn werk als hoogleraar zeer actief geweest in het maatschappelijk leven, zowel in de stad Groningen als daarbuiten. Zo was hij inspecteur van het onderwijs en was betrokken bij de armenzorg. Jarenlang is hij een van directeuren geweest van het Nederlandsch Zendeling Genootschap, gevestigd te Rotterdam. De eerste maal dat hij directeur werd was in 1831. Hij schreef verschillende publicaties op het gebied van de zending. Hij behoorde met zijn collega's Johan Frederik van Oordt en L.G. Pareau tot de zogenaamde Groninger Godgeleerden, een invloedrijke theologische stroming, mede via hun tijdschrift Waarheid in Liefde. Verschillende malen was hij afgevaardigde naar de synode van de Nederlands Hervormde Kerk, die vergaderde in Den Haag.
Petrus Hofstede de Groot overleed op 84-jarige leeftijd in Groningen en begraven op de Zuiderbegraafplaats aldaar.

## Familie
- Zijn oudere broer Dirk Albertus de Groot was predikant.
- Een van zijn kinderen, Cornelis Philippus Hofstede de Groot, werd hoogleraar in de theologie te Groningen.
- De kunsthistoricus Cornelis Hofstede de Groot (1863-1930) was een kleinzoon van hem.